# 以色列文物局
以色列文物局（Israel Antiquities Authority，希伯來語：‎，阿拉伯语：‎，1990年前称 the Israel Department of Antiquities）是一个独立的以色列政府部门，负责实施1978年《以色列文物法》。以色列文物局监督考古挖掘和保护，推动以色列考古研究。该机构办公室目前位于耶路撒冷洛克斐勒博物館，计划将来搬迁到以色列国家博物馆旁。

## 历任主管

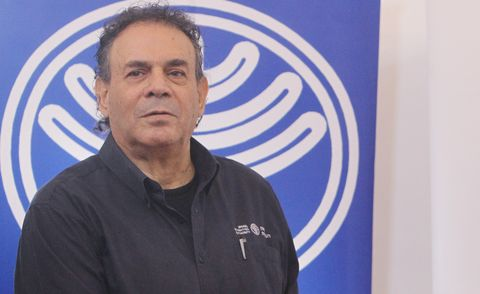
Shuka Dorfmann

- Shmuel Yeivin, 1948–1961
- Avraham Biran, 1961–1974
- Avraham Eitan, 1974–1988
- Amir Drori, 1988–2000
- Yehoshua (Shuka) Dorfman, 2000–July 31, 2014
- Yisrael Hasson, 2014–

## 修复工作
The 以色列文物局有一个六人修复小组，负责修复考古发掘中出土的陶片、金属物、纺织物和其他物品。和世界范围内的其他同行不同，以色列法律禁止他们处理人体遗骸。